# On Me
«On Me» es la primera canción en solitario del rapero y bailarín surcoreano Sehun. Fue lanzada el 13 de julio de 2020 por SM Entertainment como uno de los solos de 1 Billion Views, álbum de EXO-SC. 

## Composición
Coescrito por Sehun, Studio 519 y Gaeko, «On Me» es una mezcla de hip hop y trap con sonidos de un bajo rítmico y de sintetizador. Las letras expresan sobre tomar una firme decisión de hacer lo mejor para uno mismo, trabajar duro y llegar a la cima.

## Videoclip
El 10 de julio de 2020, se publicó a través del canal de EXO en YouTube el vídeo musical de la canción. El vídeo comienza con un ritmo hip hop con una base profunda mientras las bailarinas bailan al compás de la canción. En otra escena, Sehun está montando a Maximus, un caballo que aparece en el drama The King: Eternal Monarch. También aparece Vivi, la mascota de Sehun.

## Posicionamiento en listas
| Lista (2020)                       | Mejor posición |
| ---------------------------------- | -------------- |
| Corea del Sur (Gaon Singles Chart) | 188            |